# Rim Chol-min
Rim Chol-min (림철민?, 林哲民?; Sinŭiju, 24 novembre 1990) è un calciatore nordcoreano, attaccante dell'April 25.

## Carriera

### Club
Rim Chol-min cresce nel Sobaeksu.
Nel gennaio 2012 viene acquistato dal FC Wil.
Nel gennaio 2013 viene mandato in prestito al SC Brühl nella Prima Lega Promotion, terza lega del calcio elvetico. Qui termina la stagione con 2 reti in 11 presenze.

### Nazionale
Nel 2007, con la Nazionale di calcio della Corea del Nord Under-17, prende parte al Campionato mondiale di calcio Under-17. Gioca tre partite, due nella fase a gironi con Inghilterra e Nuova Zelanda, e una nei quarti contro la Spagna. In questa competizione il suo nome diventa noto in quanto autore di entrambi i gol della sua nazione nel pareggio 1-1 contro l'Inghilterra e soprattutto nella vittoria 1-0 contro la Nuova Zelanda, che gli hanno valso il soprannome di “humble hero”, eroe umile.
Con la nazionale maggiore  gioca una partita nelle Qualificazioni alla AFC Challenge Cup 2012 nella gara vinta 2-0 contro l'Afghanistan, subentrando al 66' a Choe Kum-Chol.

## Statistiche

### Presenze e reti nei club
| Stagione        | Squadra         | Campionato      | Campionato | Campionato | Coppa nazionale | Coppa nazionale | Coppa nazionale | Coppe europee | Coppe europee | Coppe europee | Altre coppe | Altre coppe | Altre coppe | Totale | Totale |
| Stagione        | Squadra         | Comp            | Pres       | Reti       | Comp            | Pres            | Reti            | Comp          | Pres          | Reti          | Comp        | Pres        | Reti        | Pres   | Reti   |
| --------------- | --------------- | --------------- | ---------- | ---------- | --------------- | --------------- | --------------- | ------------- | ------------- | ------------- | ----------- | ----------- | ----------- | ------ | ------ |
| gen.13-giu.13   | SC Brühl        | PL              | 11         | 2          | -               | -               | -               | -             | -             | -             | -           | -           | -           | 11     | 2      |
| Totale Carriera | Totale Carriera | Totale Carriera | 11         | 2          |                 | -               | -               |               | -             | -             |             | -           | -           | 11     | 2      |

### Cronologia presenze e reti in nazionale
| Cronologia completa delle presenze e delle reti in nazionale ― Corea del Nord | Cronologia completa delle presenze e delle reti in nazionale ― Corea del Nord | Cronologia completa delle presenze e delle reti in nazionale ― Corea del Nord | Cronologia completa delle presenze e delle reti in nazionale ― Corea del Nord | Cronologia completa delle presenze e delle reti in nazionale ― Corea del Nord | Cronologia completa delle presenze e delle reti in nazionale ― Corea del Nord | Cronologia completa delle presenze e delle reti in nazionale ― Corea del Nord | Cronologia completa delle presenze e delle reti in nazionale ― Corea del Nord |
| Data                                                                          | Città                                                                         | In casa                                                                       | Risultato                                                                     | Ospiti                                                                        | Competizione                                                                  | Reti                                                                          | Note                                                                          |
| ----------------------------------------------------------------------------- | ----------------------------------------------------------------------------- | ----------------------------------------------------------------------------- | ----------------------------------------------------------------------------- | ----------------------------------------------------------------------------- | ----------------------------------------------------------------------------- | ----------------------------------------------------------------------------- | ----------------------------------------------------------------------------- |
| 11-04-2011                                                                    | Kathmandu                                                                     | Corea del Nord                                                                | 2 – 0 · ( 66’ dtr)                                                            | Afghanistan                                                                   | QAFC Challenge Cup                                                            | -                                                                             |                                                                               |
| Totale                                                                        |                                                                               | Presenze                                                                      | 1                                                                             |                                                                               | Reti                                                                          | 0                                                                             |                                                                               |

| Cronologia completa delle presenze e delle reti in nazionale ― Corea del Nord under 17 | Cronologia completa delle presenze e delle reti in nazionale ― Corea del Nord under 17 | Cronologia completa delle presenze e delle reti in nazionale ― Corea del Nord under 17 | Cronologia completa delle presenze e delle reti in nazionale ― Corea del Nord under 17 | Cronologia completa delle presenze e delle reti in nazionale ― Corea del Nord under 17 | Cronologia completa delle presenze e delle reti in nazionale ― Corea del Nord under 17 | Cronologia completa delle presenze e delle reti in nazionale ― Corea del Nord under 17 | Cronologia completa delle presenze e delle reti in nazionale ― Corea del Nord under 17 |
| Data                                                                                   | Città                                                                                  | In casa                                                                                | Risultato                                                                              | Ospiti                                                                                 | Competizione                                                                           | Reti                                                                                   | Note                                                                                   |
| -------------------------------------------------------------------------------------- | -------------------------------------------------------------------------------------- | -------------------------------------------------------------------------------------- | -------------------------------------------------------------------------------------- | -------------------------------------------------------------------------------------- | -------------------------------------------------------------------------------------- | -------------------------------------------------------------------------------------- | -------------------------------------------------------------------------------------- |
| 18-08-2007                                                                             | Jeju                                                                                   | Corea del Nord under 17                                                                | 1 – 1                                                                                  | Inghilterra under 17                                                                   | Mondiali Under-17                                                                      | 1                                                                                      |                                                                                        |
| 24-08-2007                                                                             | Ulsan                                                                                  | Corea del Nord under 17                                                                | 1 – 0                                                                                  | Nuova Zelanda under 17                                                                 | Mondiali Under-17                                                                      | 1                                                                                      |                                                                                        |
| 29-08-2007                                                                             | Ulsan                                                                                  | Spagna under 17                                                                        | 3 – 0                                                                                  | Corea del Nord under 17                                                                | Mondiali Under-17                                                                      | -                                                                                      |                                                                                        |
| Totale                                                                                 |                                                                                        | Presenze                                                                               | 3                                                                                      |                                                                                        | Reti                                                                                   | 2                                                                                      |                                                                                        |